# جونزتاون، شهرستان کلمبیا، پنسیلوانیا
جونزتاون، شهرستان کلمبیا (به انگلیسی: Jonestown) یک منطقهٔ مسکونی در ایالات متحده آمریکا است که در شهرستان کلمبیا، پنسیلوانیا واقع شده‌است. جونزتاون، شهرستان کلمبیا ۱٫۰۰ کیلومتر مربع مساحت و ۶۴ نفر جمعیت دارد و ۲۱۲٫۱۴ متر بالاتر از سطح دریا واقع شده‌است.